# Edwin Homer Ellison
Edwin Homer Ellison (ur. 4 września 1918 roku w Dayton, Montgomery, Ohio, zm. 29 kwietnia 1970 roku w Fox Point, Milwaukee, Wisconsin) – amerykański chirurg. Profesor i szef chirurgii w Marquette School of Medicine. Członek redakcji kilku pism o tematyce chirurgicznej. Zginął śmiercią samobójczą. 
Razem z R. Zollingerem opisał zespół Zollingera-Ellisona, schorzenie układu pokarmowego polegającego na powstawaniu licznych, trudno gojących się owrzodzeń przewodu pokarmowego.